# محمود علي الخلف
محمود علي الخلف سياسي وكاتب سوري. ولد في عام 1958 في قرية ابلين - جبل الزاوية - محافظة ادلب في الجمهورية العربية السورية.
أتم دراسته الابتدائية في قريته ابلين والاعدادية والثانوية في بلدة احيم ودراسته الجامعية في جامعة حلب كلية الزراعة، حيث حصل على شهادته الجامعية في العلوم الزراعية عام 1981. بعد تخرجه مباشرة من الجامعة غادر وطنه سوريا لا اراديا إلى الأردن حيث اقام فيه حتى عام 1993. خلال حياته في الأردن عمل في الجهاز السياسي لجماعة الاخوان المسلمين السوريين، لاكثر من عامين.
من تجربته السياسية العملية تشكلت عنده بذور فكر وسطي إصلاحي، دعا إليها وعمل لها في محيطه الإخواني السوري في الأردن، فكانت النواة الأولى والمبكرة لحزب الوسط لذي أسسه لاحقا في 9 مارس عام 2009. غادر الأردن إلى هولندا بمفرده تاركا خلفه زوجته وثمانية أطفال وذلك في حزيران 1993, حيث عاش بعيدا عن اسرته سنتان وثمان أشهر، خلالها فقد أحد ابنائه - عبد الله -وذلك أثناء رحلة كشفية اخوانية سورية، من الأردن إلى العراق، حيث توفي ولده عبد الله غرقا في نهر الفرات، في مدينة هيت غرب العراق، مع شاب سوري اخر، يدعى محمد من قرية كفروما، أيضا تابعة لمحافظة ادلب.
التحقت به اسرته إلى هولندا في أوائل عام 1996 واستقرت العائلة في هولندا حتى عام 1999. انتقل باسرته من هولندا إلى المملكة المتحدة لندن عام 1999 وما زال يقيم فيها مع أسرته. أسس السيد محمود علي الخلف حزب الوسط السوري في 09-03-2009، وخصص له موقعا على الإنترنت باسم وفيه صفحة متجددة باسم بيانات ومواقف يخطها بقلمه.
يعمل حزب الوسط جاهدا لترسيخ الوسطية في الرؤى والاعتدال في المنهج في المجتمع السوري، وقد تقدم السيد محمود علي الخلف بطلب ترخيص حزب الوسط، إلى السلطات السورية المختصة، عبر السفارة السورية في لندن في 09-09-2009 , آملا الموافقة على ترخيصه وتسجيله باسم حزب الوسط كان دلك في اواخر عام 2009 أي قبل الثورة السورية بأكثر من عام.
ناشد السلطة السورية لاجراء إصلاح سياسي مند بداية تأسيسه لحزب الوسط، ودلك عبر مقالاته التي كان يضعها في موقع حزب الوسط، ويرسلها إلى السلطات السورية ومنابرها الإعلامية، ولم يدع فرصه الا حاول استغلالها في سبيل اقناع السلطة كي تجري إصلاح سياسي تجنب به الشعب السوري احن وفتن هو بغنى عنها، ودلك عبر صفحة الحزب في الموقع باسم بيانات ومواقف، فكان من خلال عمله الدؤوب من مناشدة ورجاء وحتى التوسل، كان حجه على السلطة انها سلطة ماضية في طريقها القمعي والمتسلط على رقاب الشعب السوري ولا ترغب في إجراء أي إصلاح سياسي ولا سواه، إلى ان اريقت أول نقطة دم من أبناء الشعب السوري في درعا فيي 18-03-2011، حينها اصدر بيان صادر عن حزب الوسط، أعلن فيه انه لا يمكن ان يقف حزب الوسط مع قاتل لشعبه، فحزب الوسط من الشعب وإلى الشعب، حيث ناشد جميع أبناء شعبه السوري على الاستمرار في التظاهر السلمي حتى تتحقق له مطالبه من حرية وتحرر واسترداد العزة والكرامة ومن ثم تعددية سياسية وديمقراطيه حقيقيه، ومع استمرار نهج السلطة الدموي تجاه شعبها السوري الاعزل قتلا وتدميرا وتنكيلا، رفع السيد محمود علي الخلف سقف خطابه في حزب الوسط إلى المناداة لإسقاط السلطة السورية الباغيه، ودلك عبر بيانات حزب الوسط وعبر مشاركاته على الفضائيات في توضيح ما يجري في سوريا وعبر أشعاره الوطنية بخصوص الثورة محفزا الاخوة الثوار على المضي قدما لنيل الحقوق كاملة.

## نتاجه الأدبي
له دواوين عديدة منها: 
- أحاسيس ومشاعر في الغربة 1993-1994-1995
- ولدي عبد الله في الذاكرة
- انا لست ارهابي
- اين نحن من بني البشر؟
- ابتهالات
- هذه هويتي
- وطنيات
- في الغزل له أكثر من ديوان